# Serie C
Serie C je třetí nejvyšší italská fotbalová soutěž po Serii A a Serii B, nejnižší profesionální italská fotbalová soutěž. V roce 2014 přišlo sjednocení Lega Pro Prima Divisione a Lega Pro Secunda Divisione do jedné divize: Lega Pro. Dne 25. května 2017 se vedení rozhodlo k návratu k původnímu označení Serie C.
Od sezony 2020/21 je v soutěži 60 klubů rozděleno do 3 skupin (A – 20 klubů, B – 20 klubů a C – 20. klubů).
Během sezóny hraje každý tým 38 zápasů ve své skupině – dva zápasy proti každému soupeři ve skupině. Po sezóně postoupí první tým z každé skupiny který skončil na první příčce přímo a jeden tým z play off do druhé nejvyšší italské soutěže Serie B.
Do play off postupuje z každé skupiny týmy které skončily od 2. místa po 10. místo. Kluby které skončily na 2. místě postupují do čtvrtfinále. Kluby které skončily na 3. a 4. místě postupují do osmifinále. Zbývající kluby od 5. místa po 10. místo hrají předkolo ve své skupině. Hraje se 2 zápasy (doma, venku). Od předkola se týmy dostanou přes osmifinále, čtvrtfinále a semifinále do finále. Vítěz finále postoupí do Serie B.
Sestupují kluby které skončily ve své skupině na posledním místě. Dalším sestupujícím klubem se stává klub při hraní play out. V každé skupině hraje play out klub který skončil na 17. a 18. místě. Hrají mezi sebou dva zápasy (doma, venku). Poražený sestupuje do Serie D.

## Historie

### Zrod a rozšíření
Pod názvem Serie C se začala hrát od roku 1935. Posléze se několikrát reorganizovalo a nakonec v roce 2017 se název vrátil.
- 1926/27 až 1928/29 – Seconda Divisione
- 1929/30 až 1934/35 – Prima Divisione
- 1935/36 až 1977/78 – Serie C
- 1978/79 až 2007/08 – Serie C1
- 2008/09 až 2013/14 – Lega Pro Prima Divisione
- 2014/15 až 2016/17 – Lega Pro
- 2017/18 – Serie C

## Vítězové

### 1935-1936
Ročník 1935/36 byl prvním v Serii C a bylo organizováno ve čtyřech skupinách s geografickým rozdělením zúčastněných týmů. Postup do 2. ligy byl omezen pouze na vítěze každé skupiny.
| Sezona  | Vítěz skupiny A | Vítěz skupiny B | Vítěz skupiny C | Vítěz skupiny D |
| ------- | --------------- | --------------- | --------------- | --------------- |
| 1935/36 | Benátky         | Cremonese       | Spezia          | Catanzarese     |

### 1936-1938
Pro dvě sezony 1936/37 a 1937/38 bylo skupin pět. Zachovalo se podle geografického rozdělení zúčastněných týmů. Postup do 2. ligy byl i v tomto případě omezen pouze na vítěze každé skupiny.
| Sezona  | Vítěz skupiny A | Vítěz skupiny B | Vítěz skupiny C | Vítěz skupiny D    | Vítěz skupiny E |
| ------- | --------------- | --------------- | --------------- | ------------------ | --------------- |
| 1936/37 | Padova          | Vigevano        | Sanremese       | Anconitana-Bianchi | Taranto         |
| 1937/38 | SPAL            | Fanfulla        | Casale          | Siena              | Salernitana     |

### 1938-1943
Od sezóny 1938/39 se turnaj vrátil k rozdělení na dvě fáze. První fáze byla kvalifikační a druhá fáze byla již finálová. Finálové skupiny byli dvě a hráli ji vítězové svých kvalifikačních skupin. Vítězové a týmy z 2. místa postoupili do 2. ligy.
| Sezona  | Vítěz skupiny A | Vítěz skupiny B   |
| ------- | --------------- | ----------------- |
| 1938/39 | Brescia         | Catania           |
| 1939/40 | Reggiana        | Vicenza           |
| 1940/41 | Prato           | Fiumana           |
| 1941/42 | MATER           | Palermo-Juventina |
| 1942/43 | Varese Sportiva | Pro Gorizia       |

### 1945-1948
Do statistik se nezapočítávají tři ročníky od 1945/46 až 1947/48, kdy se kvůli právě skončené druhé světové válce výjimečně organizovaly zcela nezávislé ligy.

### 1948-1952
Od sezóny 1948/49 se hrálo ve čtyřech skupinách s geografickým rozdělením zúčastněných týmů. Postup do 2. ligy byl omezen pouze na vítěze z každé skupiny.
| Sezona  | Vítěz skupiny A | Vítěz skupiny B   | Vítěz skupiny C | Vítěz skupiny D |
| ------- | --------------- | ----------------- | --------------- | --------------- |
| 1948/49 | Fanfulla        | Udinese           | Prato           | Catania         |
| 1949/50 | Seregno         | Treviso           | Anconitana      | Messina         |
| 1950/51 | Monza           | Marzotto Valdagno | Piombino        | Stabia          |
| 1951/52 | Vigevano        | Piacenza          | Cagliari        | Toma Maglie     |

### 1952-1958
Od sezóny 1952/53 se hrálo jen v jedné skupině. Jak vítěz turnaje, tak tým z 2. místa postoupili do 2. ligy.
- 1952/53: Pavia
- 1953/54: Parma
- 1954/55: Bari
- 1955/56: Benátky
- 1956/57: Prato
- 1957/58: Reggiana

### 1958-1959
Sezóna 1958/59 byla jediná, kdy Serie C byla organizována ve dvou skupinách s geografickým rozdělením zúčastněných týmů. Postup do druhé ligy byl omezen pouze na vítěze každé skupiny.
| Sezona  | Vítěz skupiny A | Vítěz skupiny B |
| ------- | --------------- | --------------- |
| 1958/59 | Mantova         | Catanzaro       |

### 1959-1978
Od sezóny 1959/60 byl turnaj organizován ve třech skupinách se zachováním obvyklého geografického rozdělení zúčastněných týmů. Postup do druhé ligy byl i v tomto případě omezen pouze na vítěze každé skupiny. Kategorie si tento formát udržela dvě desetiletí, až do sezóny 1977/78.
| Sezona  | Vítěz skupiny A | Vítěz skupiny B | Vítěz skupiny C |
| ------- | --------------- | --------------- | --------------- |
| 1959/60 | Pro Patria      | Prato           | Foggia          |
| 1960/61 | Modena          | Lucchese        | Cosenza         |
| 1961/62 | Triestina       | Cagliari        | Foggia          |
| 1962/63 | Varese          | Prato           | Potenza         |
| 1963/64 | Reggiana        | Livorno         | Trani           |
| 1964/65 | Novara          | Pisa            | Reggina         |
| 1965/66 | Savona          | Arezzo          | Salernitana     |
| 1966/67 | Monza           | Perugia         | Bari            |
| 1967/68 | Como            | Cesena          | Ternana         |
| 1968/69 | Piacenza        | Arezzo          | Taranto         |
| 1969/70 | Novara          | Massese         | Casertana       |
| 1970/71 | Reggiana        | Janov           | Sorrento        |
| 1971/72 | Lecco           | Ascoli          | Brindisi        |
| 1972/73 | Parma           | SPAL            | Avellino        |
| 1973/74 | Alessandria     | Sambenedettese  | Pescara         |
| 1974/75 | Piacenza        | Modena          | Catania         |
| 1975/76 | Monza           | Rimini          | Lecce           |
| 1976/77 | Cremonese       | Pistoiese       | Bari            |
| 1977/78 | Udinese         | SPAL            | Nocerina        |

| Sezona  | Vítěz skupiny A      | Vítěz skupiny B     |
| ------- | -------------------- | ------------------- |
| 1978/79 | Como (1.)            | Matera (1.)         |
| 1979/80 | Varese (1.)          | Catania (1.)        |
| 1980/81 | Reggiana (1.)        | Cavese (1.)         |
| 1981/82 | Atalanta (1.)        | Arezzo (1.)         |
| 1982/83 | Triestina (1.)       | Empoli (1.)         |
| 1983/84 | Parma (1.)           | Bari (1.)           |
| 1984/85 | Brescia (1.)         | Catanzaro (1.)      |
| 1985/86 | Parma (2.)           | Messina (1.)        |
| 1986/87 | Piacenza (1.)        | Catanzaro (2.)      |
| 1987/88 | Ancona (1.)          | Licata (1.)         |
| 1988/89 | Reggiana (2.)        | Cagliari (1.)       |
| 1989/90 | Modena (1.)          | Taranto (1.)        |
| 1990/91 | Piacenza (2.)        | Casertana (2.)      |
| 1991/92 | SPAL (1.)            | Ternana (1.)        |
| 1992/93 | Ravenna (1.)         | Palermo (1.)        |
| 1993/94 | Chievo (1.)          | Perugia (1.)        |
| 1994/95 | Boloňa (1.)          | Reggina (2.)        |
| 1995/96 | Ravenna (2.)         | Lecce (1.)          |
| 1996/97 | Treviso (1.)         | Fidelis Andria (1.) |
| 1997/98 | Cesena (1.)          | Cosenza (1.)        |
| 1998/99 | Alzaro Virescit (1.) | Fermana (1.)        |
| 1999/00 | Siena (1.)           | Crotone (1.)        |
| 2000/01 | Modena (2.)          | Palermo (2.)        |
| 2001/02 | Livorno (1.)         | Ascoli (1.)         |
| 2002/03 | Treviso (2.)         | Avellino (1.)       |
| 2003/04 | Arezzo (2.)          | Catanzaro (3.)      |
| 2004/05 | Cremonese (1.)       | Rimini (1.)         |
| 2005/06 | Spezia (1.)          | Neapol (1.)         |
| 2006/07 | Grosseto (1.)        | Ravenna (3.)        |
| 2007/08 | Sassuolo (1.)        | Salernitana (1.)    |

| Sezona  | Vítěz skupiny A     | Vítěz skupiny B  |
| ------- | ------------------- | ---------------- |
| 2008/09 | Cesena (2.)         | Gallipoli (1.)   |
| 2009/10 | Novara (1.)         | Portogruaro (1.) |
| 2010/11 | Gubbio (1.)         | Nocerina (1.)    |
| 2011/12 | Ternana (1.)        | Spezia (2.)      |
| 2012/13 | Trapani (1.)        | Avellino (2.)    |
| 2013/14 | Virtus Entella (1.) | Perugia (2.)     |

| Sezona  | Vítěz skupiny A | Vítěz skupiny B | Vítěz skupiny C  |
| ------- | --------------- | --------------- | ---------------- |
| 2014/15 | Novara (3.)     | Ascoli          | Salernitana (4.) |
| 2015/16 | Cittadella (1.) | SPAL (5.)       | Benevento (1.)   |
| 2016/17 | Cremonese (6.)  | Benátky (3.)    | Foggia (4.)      |

| Sezona  | Vítěz skupiny A     | Vítěz skupiny B     | Vítěz skupiny C  |
| ------- | ------------------- | ------------------- | ---------------- |
| 2017/18 | Livorno (2.)        | Padova (2.)         | Lecce (3.)       |
| 2018/19 | Virtus Entella (2.) | Pordenone (1.)      | Juve Stabia (2.) |
| 2019/20 | Monza (4.)          | Vicenza (2.)        | Reggina (3.)     |
| 2020/21 | Como (2.)           | Perugia (3.)        | Ternana (4.)     |
| 2021/22 | Südtirol (1.)       | Modena (3.)         | Bari (4.)        |
| 2022/23 | Feralpisalò (1.)    | Reggiana (5.)       | Catanzaro (3.)   |
| 2023/24 | Mantova (1.)        | Cesena (4.)         | Juve Stabia (4.) |
| 2024/25 | Padova (3.)         | Virtus Entella (3.) | Avellino (3.)    |